# Costituzione dell'Australia
La Costituzione dell'Australia (in inglese: Constitution of Australia) è la legge fondamentale dell'Australia nonché del Commonwealth australiano.
Essa ha istituito uno stato federale democratico e di diritto basato su una forma di governo monarchico-parlamentare a parziale modello Westminster.

## Storia
La Costituzione fu originariamente approvata dalla popolazione delle colonie australiane con un referendum tenutosi tra il 1898 ed il 1900. 
La bozza così approvata fu quindi poco dopo integrata nell'Atto di Costituzione del Commonwealth d'Australia del 1900, un atto del Parlamento del Regno Unito, divenendo legge con la firma della Regina Vittoria il 9 luglio 1900. Entrò in vigore il 1º gennaio 1901.

## Leggi costituzionali
Oltre alla carta costituzionale in sé, vi sono poi anche altre leggi che hanno valore costituzionale nell’ordinamento australiano. Esse sono:
- Lo Statuto di Westminster del 1931, adottato dal Commonwealth con l' “Atto di Adozione dello Statuto di Westminster” del 1942, che ha aumentato l’autonomia nazionale, pur nell’ambito dei cosiddetti Dominion; e
- L' “Australia Act” del 1986, con cui si è sancita la completa autonomia del paese dal Regno Unito, salvo che nella forma di governo basata sulla monarchia parlamentare e sull’unione personale con il monarca inglese. Esso dovette essere approvato dai Parlamenti di tutti gli Stati australiani, dal Regno Unito e dal Parlamento federale australiano per poter essere adottato.

Nel complesso, queste leggi servono anche a regolare rigidamente tutti i legami tra l'Australia ed il Regno Unito, visto che, sebbene sia un'unica persona, il Re Carlo III, risulta essere monarca di entrambi i Paesi, ed agisce distintamente in ognuno dei due ruoli.

## Interpretazione
Nel sistema australiano di Common law, sono l'Alta Corte d'Australia e la Corte Federale d'Australia a interpretare le norme costituzionali. Le loro decisioni determinano l'interpretazione e l'applicazione della Costituzione.

## Modifiche
Sebbene la Costituzione abbia acquisito inizialmente forza di legge tramite un atto del Parlamento del Regno Unito, poiché oggigiorno l'Australia è un Paese indipendente il Regno Unito non ha il potere di cambiarla; essa può essere modificata solo dal popolo australiano tramite referendum.